# Franz Hermann (Politiker)
Franz Hermann (* 25. Januar 1904 in Großschönach; † 2. Dezember 1993 in Herdwangen-Schönach) war ein deutscher Theologe, Volkswirt und Politiker der CDU.

## Leben und Beruf
Nach dem Abitur 1925 am Gymnasium in Konstanz studierte Hermann katholische Theologie an der Universität Freiburg und am Kloster St. Peter. Er legte die Priesterweihe ab, war von 1930 bis 1932 als Vikar in Säckingen tätig und nahm zusätzlich ein Studium der Volkswirtschaft an der Universität Freiburg auf, das er mit der Promotion zum Dr. rer. pol. beendete. Von 1939 bis 1943 war er als Religionslehrer an einer Handelsschule tätig. Von 1947 bis 1961 arbeitete er als wissenschaftlicher Assistent und später mit Lehrauftrag am Institut für Caritaswissenschaft der Freiburger Universität unter dem Leiter Linus Bopp und ab 1959 Karl Deuringer. 
Hermann war von 1944 bis 1951 Vorsitzender der Caritas in Freiburg im Breisgau, wurde nach dem Zweiten Weltkrieg zum Domkustos des Freiburger Münsters ernannt und ging zudem einer Tätigkeit als Privatdozent nach.
Von 1952 bis 1960 war Hermann Mitglied des baden-württembergischen Landtages und dort von 1953 bis 1960 Vorsitzender der CDU-Fraktion.
Von 1960 bis 1975 fungierte er als Direktor des Borromäusvereins in Bonn. 1981 ging er in den Ruhestand.

## Ehrung
Am 26. April 1975 wurde er im Neuen Schloss in Stuttgart mit der Verdienstmedaille des Landes Baden-Württemberg ausgezeichnet.